# Kontinentalbanan
 Ikke at forveksle med Malmö–Trelleborgs Järnväg.
Kontinentalbanen (svensk: Kontinentalbanan) er en jernbanestrækning i det sydlige Sverige, der forbinder Malmø med Trelleborg og jernbanefærgerne fra Sverige til Tyskland. Den 32 km lange jernbanestrækning åbnede i 1898 .